# Reva Beck Bosone
Reva Beck Bosone, född 2 april 1895 i American Fork i Utah, död 21 juli 1983 i Vienna i Virginia, var en amerikansk demokratisk politiker. Hon var ledamot av USA:s representanthus 1949–1953.
Bosone utexaminerades 1919 från University of California, Berkeley och avlade juristexamen vid University of Utah 1930. Hon var verksam som lärare, advokat och domare. År 1949 efterträdde hon William A. Dawson som kongressledamot och efterträddes 1953 av företrädaren Dawson.